# Trimeresurus brongersmai
Espèce
Statut de conservation UICN

 NT  : Quasi menacé
Trimeresurus brongersmai est une espèce de serpents de la famille des Viperidae.

## Répartition
Cette espèce est endémique de Sumatra en Indonésie.

## Description
C'est un serpent venimeux.

## Étymologie
Cette espèce est nommée en l'honneur de Leo Daniël Brongersma.

## Publication originale
- Hoge, 1969 : Um novo Trimeresurus de Simalur, Sumatra (Serpentes: Viperidae). Ciência e Cultura, São Paulo, vol. 21, n. 2, p. 459-460.